# Терранова-деи-Пассерини
Терранова-деи-Пассерини (итал. Terranova dei Passerini) — коммуна в Италии, располагается в регионе Ломбардия, в провинции Лоди.
Население составляет 714 человек (2008 г.), плотность населения составляет 65 чел./км². Занимает площадь 11 км². Почтовый индекс — 26827. Телефонный код — 0377.
Покровителем коммуны почитается святой апостол Иаков Старший, празднование 25 июля.

## Демография
Динамика населения:

## Администрация коммуны
- Официальный сайт: http://www.comune.terranovadeipasserini.lo.it/